# Santa Fiora
Santa Fiora est une commune italienne située dans la province de Grosseto en Toscane qui fait partie de l'union des communes de montagne Amiata-Grossetana.

## Histoire
Le premier document dans lequel est citée Santa Fiora remonte aux années 890. En 1082, les Aldobrandeschi, seigneurs de Santa Fiora, construisirent les premières fortifications, et au XIIe siècle les écrits commencent à citer le château de Santa Fiora.
L'hégémonie des Aldobrandeschi sur les territoires du Mont Amiata, spécialement sur le territoire d'Abbadia San Salvatore, fait  de Santa Fiora un des centres les plus importants de la plaine toscane, avec le rôle de capitale du comté homonyme.
Au cours du XIVe siècle, cette hégémonie entre en décadence jusqu'en 1439, avec le mariage entre Cecilia Aldobrandeschi et Bosio Sforza, avec lequel le territoire de Santa Fiora passe à la famille de Sforza. Cette famille préférant investir temps et argent sur le territoire de Rome, laisse Santa Fiora entre les mains d'administrateurs locaux, parmi lesquels se détachent les Luciani.
La branche de Santa Fiora de la famille Sforza atteint sa plus grande splendeur au XVIe siècle, grâce  à la politique habile de Guido Sforza, qui étant apparenté avec le pape Paul III Farnese, fait ainsi s'orienter beaucoup des membres de la famille vers des carrières brillantes, politiques, militaires et ecclésiastiques.
Au XVIIe siècle la période de décadence des Sforza (arrivée en 1674 par Cesarini Sforza), fait que le grand-duc de Toscane Pierre Léopold Ier annexe le territoire de Santa Fiora.

## Culture
Le Rete museale della Maremma (Monte Amiata) comprend en ses murs le Museo delle Miniere di Mercurio del Monte Amiata, et la ville dispose d'un chœur le Coro dei Minatori di Santa Fiora (it).
Une plaque murale affiche une transcription d'un vers de la Divine Comédie de Dante (Purgatoire, VI, 111) en l'écrivant « e vedrai Santafior com'è sicura ! ». Ce vers, rapporté au cours de l'histoire dans au moins trois versions différentes (com'è oscura (« comme elle est sombre ») ; com'è sicura (« comme elle est sûre ») ; come si cura (« comme on en prend soin »)) est donné par les textes d'autorité sous la forme et dans l'esprit dans lesquels Dante l'écrivit (« e vedrai Santafior com'è oscura ! »), alors que Santa Fiora, comté gibeline des Aldobrandeschi, était en proie au pillage.

### Terzieri(Quartiers)
- Il Castello autour de la piazza Garibaldi, comprenant également la Piazza del Suffragio
- Il  Borgo autour de la Chiesa di Sant'Agostino et comprenant le convento delle Cappuccine et le ghetto juif
- Montecatino comprenant la Peschiera.

### Monuments
- Palais Sforza Cesarini, construit en 1575 comme siège du pouvoir du Comté Sforza sur la Forteresse aldobrandesque préexistante Rocca aldobrandesca, dont il ne reste que deux tours médiévales, sur la place principale
- Église San Giuseppe
- Église du Suffragio ou della Misericordia et ses crucifix de processions
- Église Sant'Agostino
- Église Santa Chiara
- Pieve delle Sante Flora e Lucilla qui contient plusieurs retables en bas-reliefs de terracotta invetriata[4] de l'atelier d'Andrea della Robbia dont les principaux :
  - le Baptême du Christ sur les fonts baptismaux
  - la Cène sur la face principale de la chaire (pulpito)
  - la Madonna della Cintola
  - un petit crucifix de son atelier
- Église Sant'Antonio
- Vestiges du quartier de la synagogue et du ghetto juif
- Chiesa della Madonna della Neve et Peschiera della Madonna della Neve : le bassin médiéval rassemblant les eaux donnant naissance depuis le pavement de l'église à la source officielle du fleuve Fiora
- Couvent de la Santissima Trinità alla Selva.

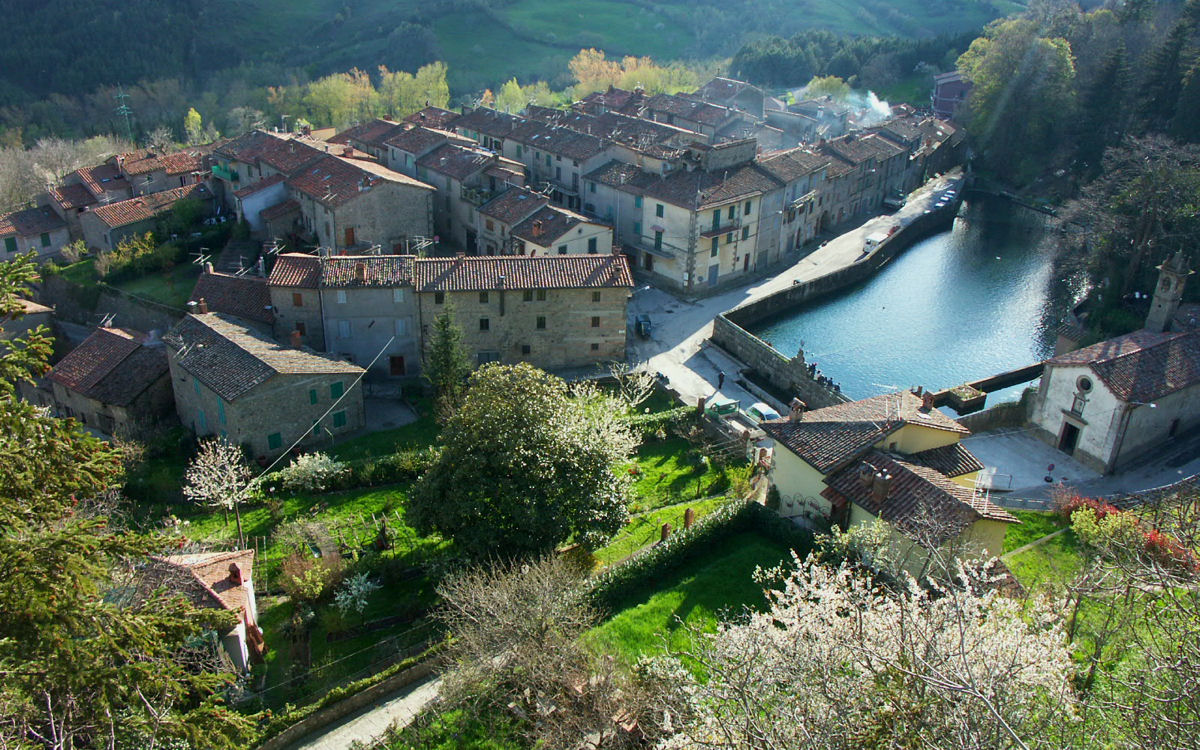
La Peschiera vue du haut de la ville.
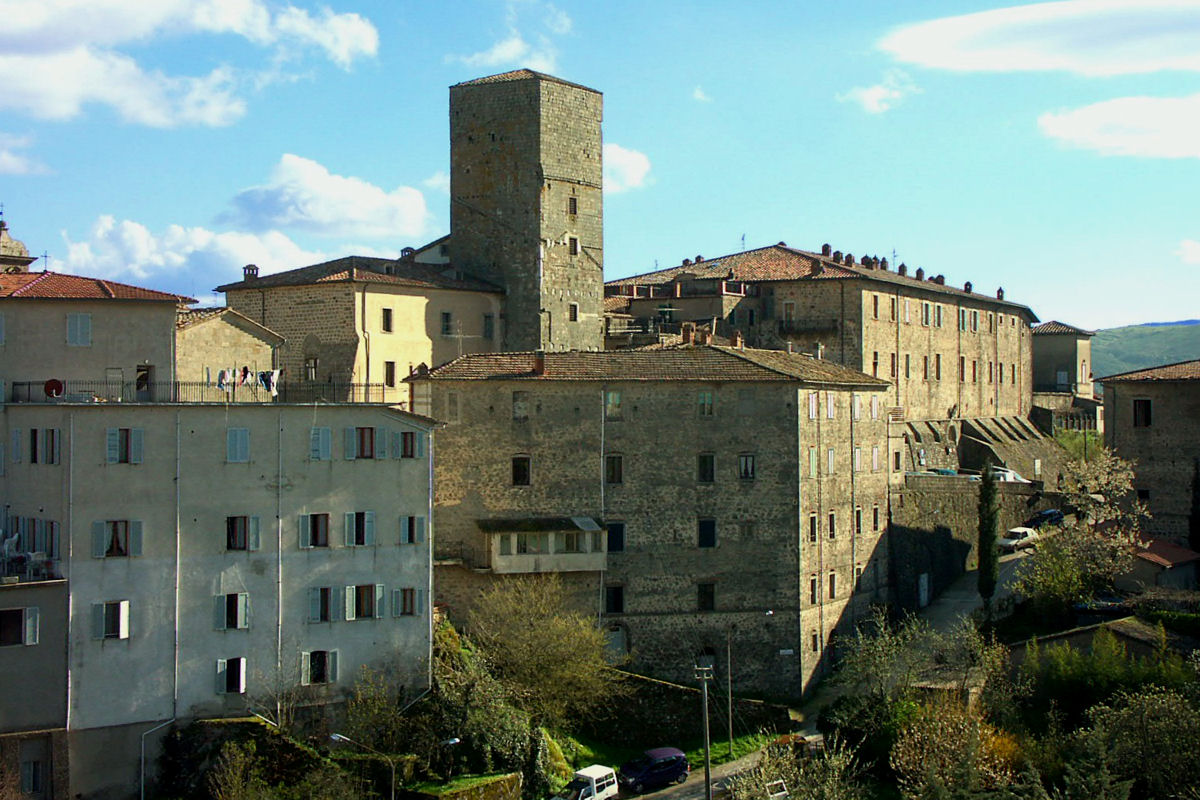
Le palais Sforza Cesarini du centre médiéval.
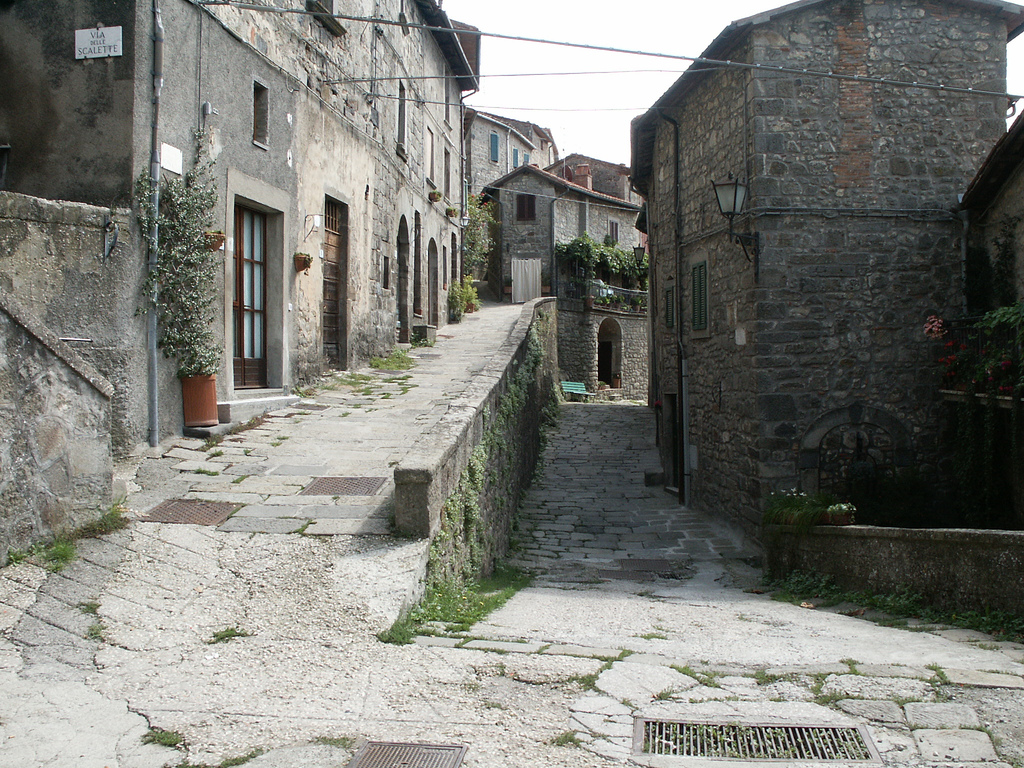
Ruelle du ghetto juif.
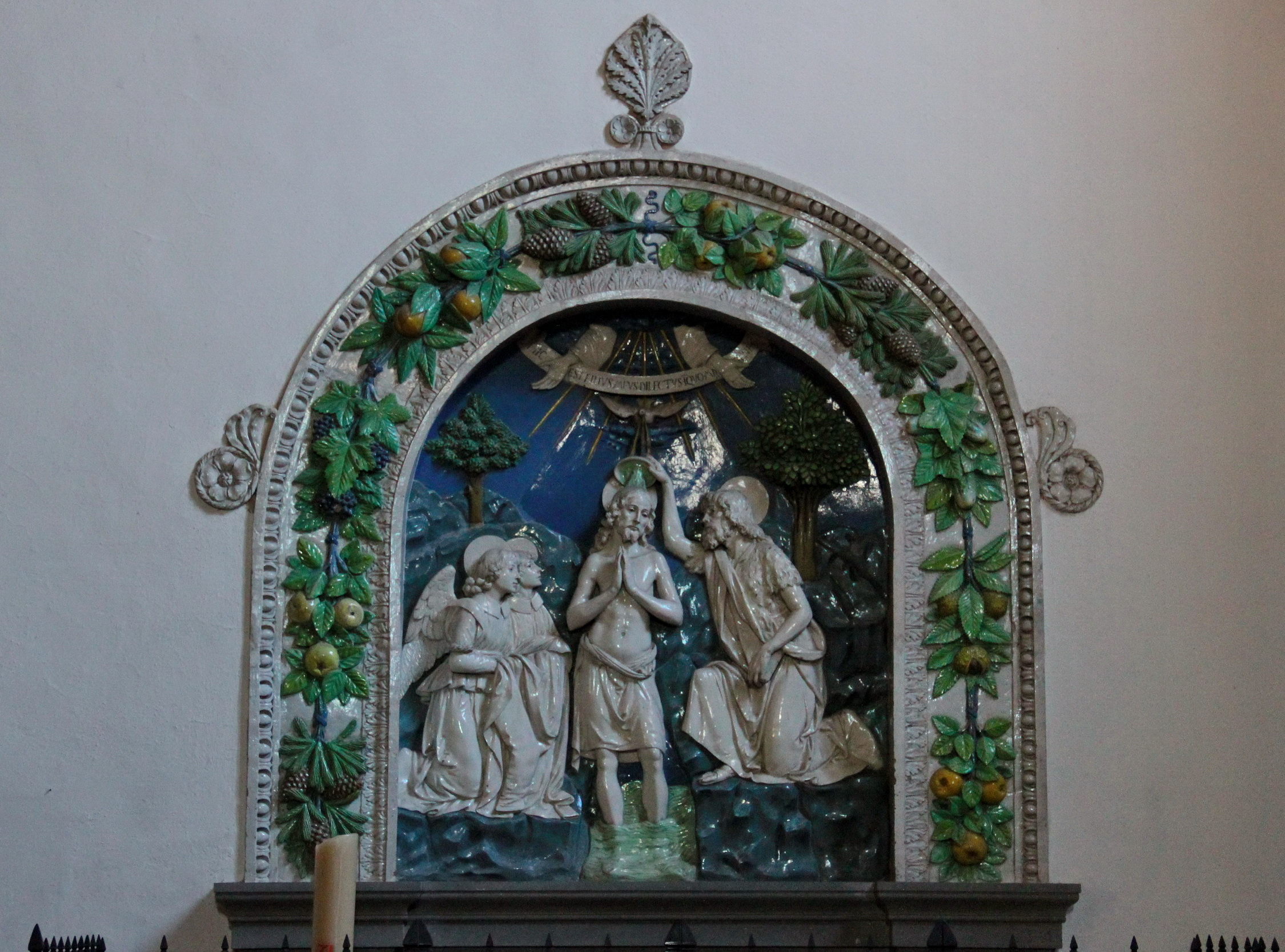
Terracotta invetriata à la Pieve delle Sante Flora e Lucilla.
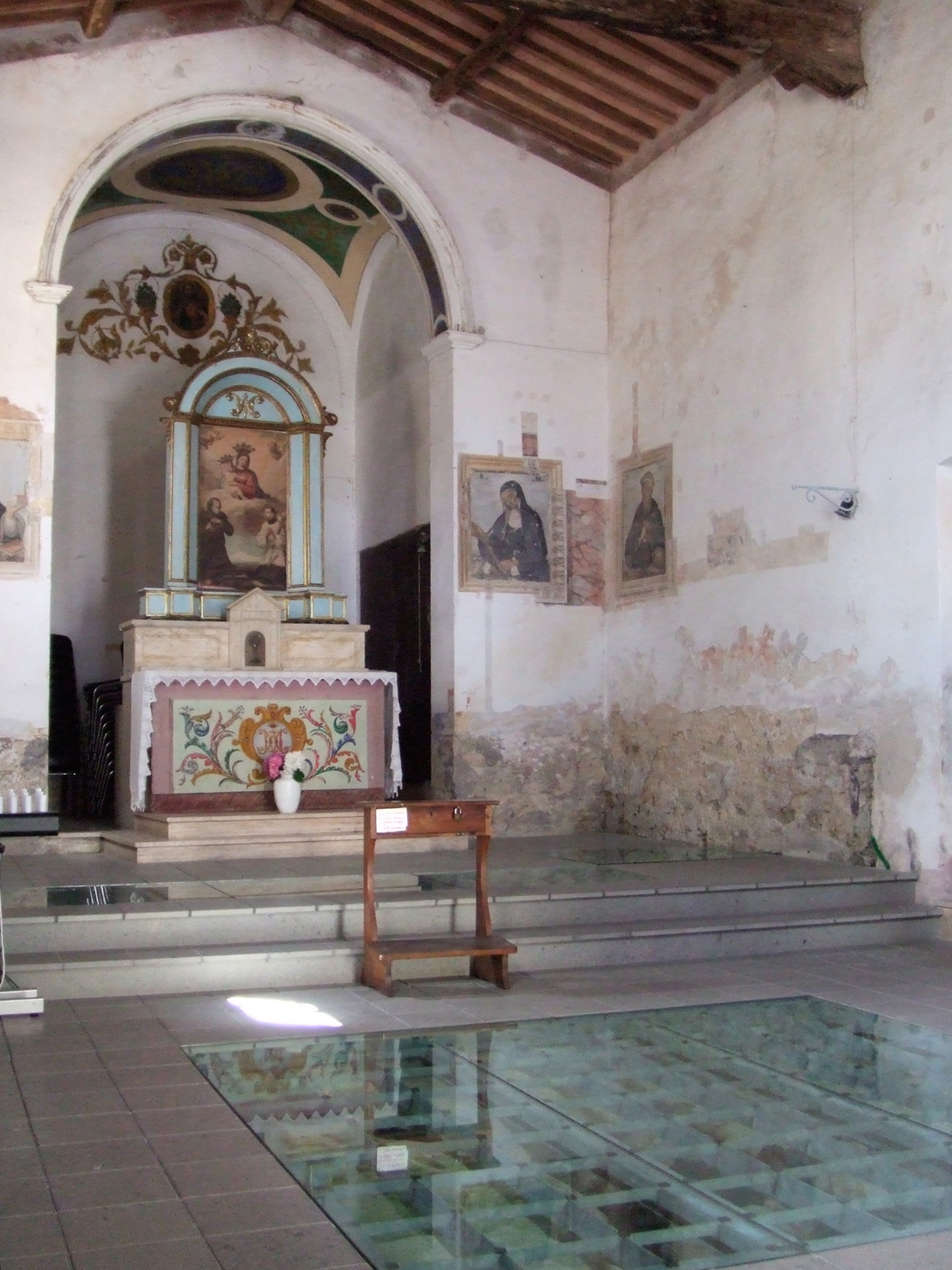
Intérieur de la Chiesa della Madonna della Neve.

### Personnalités nées dans la ville
- Valerio Valeri (1883), cardinal
- Ernesto Balducci (en 1922), écrivain
- Guido Strazza (en 1922), artiste peintre
- Mario Pratesi (it) (1842 - Florence, 1921), écrivain (monument dans le parc devant l'école)
- Candido Amantini  (1914 à Bagnolo  - 1992), prêtre  passioniste, célèbre exorciste du diocèse de Rome
- Laura Morante (1956), actrice

### Personnalités enterrées au cimetière de Santa Fiora
- David Lazzaretti, ermite et voyant du XIXe siècle
- Fernando Di Giulio (it), parlementaire contemporain

### Fêtes religieuses
- le 3 mai : Festa delle Croci et Processione dei tronchi depuis la Chiesa del Suffragio, où sont conservées et exposées les croix de procession.
- le 29 juillet : Fiera delle Sante Flora e Lucilla saintes patronnes de la ville.

## Administration
| Période                                  | Période  | Identité          | Étiquette | Qualité |
| ---------------------------------------- | -------- | ----------------- | --------- | ------- |
| 2004                                     | 2014     | Renzo Verdi       |           |         |
| 2014                                     | en cours | Federico Balocchi |           |         |
| Les données manquantes sont à compléter. |          |                   |           |         |

### Hameaux
Bagnolo, Bagnore, Marroneto, Selva

### Communes limitrophes
Abbadia San Salvatore, Arcidosso, Castel del Piano, Castell'Azzara, Piancastagnaio, Roccalbegna, Semproniano